# Mary Murillo
Mary O'Connor, conocida profesionalmente como Mary Murillo (22 de enero de 1888-4 de febrero de 1944) fue una actriz, guionista y empresaria inglesa activa durante la época del cine mudo en Hollywood.

## Biografía
Mary era hija ilegítima de Sarah Mary Peacock (de soltera, Sunter). En 1894, su madre se casó con Edward O'Connor, un viajante de comercio irlandés católico, y fue criada como Mary O'Connor. Era la mayor de cuatro hermanas (también tenía una media hermana mayor, Isabel Peacock, que más tarde apareció en películas estadounidenses como Isabel Daintry). Estudió en St. Monica en Skipton, Yorkshire, y en el Colegio del Convento del Sagrado Corazón en Roehampton. Adoptó el nombre profesional de Mary Murillo tras ser comparada en su aspecto con un cuadro de la Virgen de Murillo.

## Trayectoria
En 1908, viajó a Estados Unidos con su media hermana para iniciar una carrera en los escenarios y, en febrero de 1909, debutó en el coro de la comedia musical de Broadway Havana. Hizo giras por Estados Unidos, encontrando sólo pequeños papeles, hasta que en 1913 empezó a enviar guiones a compañías cinematográficas. Su primer guion aceptado fue adquirido por el matrimonio formado por Phillips Smalley y Lois Weber. Le siguieron otros encargos, y la primera película que se le atribuye es A Strand of Blond Hair (Un mechón de pelo rubio), de 1914, un cortometraje cómico de Vitagraph protagonizado por John Bunny y Flora Finch.
Escribió cinco melodramas para Theda Bara durante la popularidad de las películas de vampiresas en la década de 1910. También escribió para la rival de Bara en Fox, Valeska Suratt. Murillo trabajó como guionista para Fox Film de 1916 a 1917, y luego se unió a Norma Talmadge Productions en 1919. Regresó al Reino Unido en 1923 para trabajar en Stoll Film Studios. Más tarde escribió el guion de la exitosa película sonora francesa Accusée, levez-vous! (1930). En 1936, fundó la empresa Opticolor para comercializar en Gran Bretaña un sistema de color cinematográfico francés, Francita, desarrollado por su marido, Maurice Velle, hijo del pionero del cine francés Gaston Velle, pero el negocio fracasó tras una desastrosa demostración del sistema. Más tarde trabajó para J. Arthur Rank, 1er Barón Rank's Religious Films Ltd.
Una selección de películas realizadas por Murillo, Maurice Velle y Gaston Velle se presentó en el festival de cine Il Cinema Ritrovato de Bolonia en 2015.

## Filmografía
- A Strand of Blond Hair (1914)
- Mavis of the Glen (1915)
- The Little Gypsy (1915)
- The Unfaithful Wife (1915)
- A Soldier's Oath (1915)
- The Green-Eyed Monster (1916)
- A Parisian Romance (1916)
- Gold and the Woman (1916)
- Blazing Love (1916)
- The Eternal Sapho (1916)
- Sins of Men (1916)
- East Lynne (1916)
- Ambition (1916)
- The Unwelcome Mother (1916)
- Her Double Life (1916)
- The War Bride's Secret (1916)
- Love and Hate (1916)
- The Vixen (1916)
- The Bitter Truth (1917)
- Love Aflame (1917)
- The New York Peacock (1917)
- Sister Against Sister (1917)
- Love's Law (1917)
- Tangled Lives (1917)
- She (1917)
- Two Little Imps (1917)
- Jack and the Beanstalk (1917)
- Wrath of Love (1917)
- Outwitted (1917)
- The Eternal Mother (1917)
- The Secret of the Storm Country (1917)
- The Avenging Trail (1917)
- Cheating the Public (1918)
- The Reason Why (1918)
- Her Only Way (1918)
- The Forbidden City (1918)
- The Panther Woman (1918)
- The Heart of Wetona (1919)
- The Other Man's Wife (1919)
- Mothers of Men (1920)
- Yes or No (1920)
- The Wonderful Chance (1920)
- The New York Idea (1920)
- The Passion Flower (1921)
- The Sign on the Door (1921)
- Perjury (1921)
- Shams of Society (1921)
- Moonshine Valley (1922)
- The Sins Ye Do (1924)
- The Princess and the Clown (1924)
- Forbidden Cargoes (1925)
- A Woman Redeemed (1927)
- King's Mate (1928)
- Mon gosse de père (1930)
- Accused, Stand Up! (1930)
- My Old Dutch (1934)